# Radagast
Radagast, apodado «el Pardo», es un personaje ficticio perteneciente al legendarium del escritor británico J. R. R. Tolkien. Es el quinto de los cinco magos enviados por los valar de entre sus sirvientes inmortales a la Tierra Media. Cubre un papel secundario en la acción de El Señor de los Anillos, y también es nombrado en El hobbit, El Silmarillion y los Cuentos inconclusos de Númenor y la Tierra Media. Tolkien le describe fundamentalmente mediante su gran amor a los animales. Fue uno de los principales amigos de Gandalf.

## Historia ficticia
Era originariamente un espíritu maia al servicio de Yavanna llamado Aiwendil, que significa "amante de las aves". Tenía la virtud de hablar con los animales, sobre todo con los pájaros. Según se dice en algunos escritos, Aiwendil fue escogido por Yavanna para acompañar a Curúmo (Saruman) a la Tierra Media, a la que llegó en el año 1000 T. E. Según Tolkien, Curúmo fue obligado por Yavanna a aceptar a Aiwendil como compañero, lo que originó en Curúmo una actitud desdeñosa hacia él, considerándolo "simple" y "tonto" por su fijación con la naturaleza.
Radagast tenía una especial afinidad con los animales salvajes de la Tierra Media, y era más sabio que todos los hombres en todo lo relacionado con las hierbas y las bestias. Se decía que conocía todas las lenguas de los pájaros, y era tenido por un "maestro de formas y tonalidades". En la Guerra del Anillo no tuvo mucha influencia, dado que sus dominios, en Rhosgobel (Bosque Negro), no estaban en principio directamente amenazados. Radagast sirvió principalmente de aliado y confidente de Gandalf, a quien le unía una gran amistad; Gandalf quien se refería a él en ocasiones como su primo, expresión que en anotaciones posteriores Tolkien explicaba no como parentesco real, sino más bien como camaradería cercana. En esa época solía ver a Beorn, quien le tenía en alta estima.
Según podemos leer en El Señor de los Anillos, en el verano del año 3018 de la Tercera Edad, Saruman le pidió a Radagast que buscara a Gandalf y decirle que los Nueve Nazgûl estaban buscando noticias de La Comarca para atraerle a Isengard. De esta forma, y de manera inconsciente, Radagast se convirtió en una herramienta de Saruman, ayudándole a capturar a Gandalf. Cuando se encontraron cerca de Bree, Gandalf le pidió que mandara mensajes a las bestias y pájaros para que le avisaran de cualquier novedad. Fue de esta forma que Gwaihir, el Señor de las Águilas, llegó a Isengard enviado por Radagast para informar a Gandalf, y pudo rescatarle del pináculo de la Torre de Isengard, Orthanc. Posteriormente, durante el Concilio de Elrond, mensajeros fueron enviados a Rhosgobel a buscar a Radagast, pero no estaba allí, y no pudieron encontrarlo.
Después de esto, Tolkien escribió poco más acerca de Radagast. En Las Cartas y en los Cuentos inconclusos se dice que de los Cinco Magos, solo uno permaneció fiel a su misión y solo uno regresó a su hogar, en las Tierras Imperecederas: Gandalf. El destino de Radagast por entonces es desconocido. Solo contamos para saberlo con unos versos de un poema aliterativo escrito por Tolkien referente a los Istari: 

¿Quieres conocer la historia
por mucho tiempo secreta
de los Cinco que vinieron
desde un remoto país?.
Sólo uno regresó,
los otros nunca de nuevo,
bajo el dominio del Hombre
andarán en la Tierra Media
hasta que sobrevengan la Dagor Dagorath
y el Día del Juicio Final.
 
J. R. R. Tolkien; Cuentos inconclusos de Númenor y la Tierra Media: «Los Istari»

De ahí se puede extraer que todos los Istari, excepto Gandalf, se apartaron del camino por el que habían sido enviados. Más tarde, Tolkien escribiría que la separación de Radagast de su misión se debió a que prefirió dejar su verdadera función (ayudar directamente contra el Enemigo) para defender a la naturaleza de él. También dijo que no creía que el fallo de Radagast hubiera sido tan grave como el de Saruman, y que al mago pardo, eventualmente, se le había sido permitido volver a las Tierras Imperecederas. Más tarde, Christopher Tolkien declaró que la asunción de que Radagast había fracasado en su tarea podía no ser del todo cierta, considerando que fue elegido por Yavanna, y que por tanto se le habría asignado proteger la flora y la fauna de la Tierra Media, una tarea que no terminaría con la derrota de Sauron o la Guerra del Anillo.

## Otros nombres

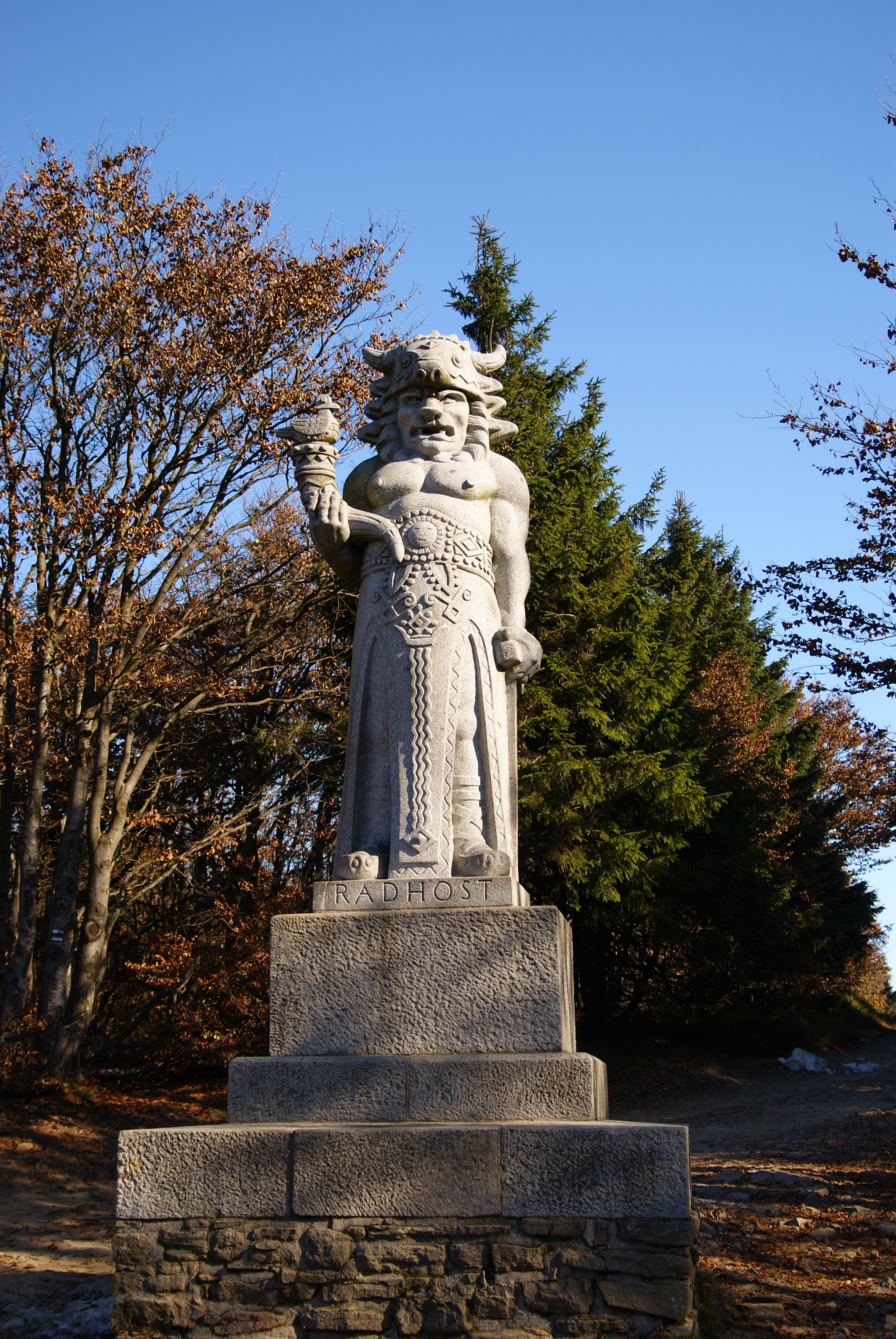
Estatua de Radagast.

En Valinor era llamado Aiwendil, que significa "amante de las aves".
De acuerdo con los Cuentos inconclusos, el nombre de «Radagast» significa «cuidador de bestias» en adûnaico, la lengua de Númenor. Sin embargo, Christopher Tolkien indica que su padre intentó cambiar esta derivación e igualarla con el resto de nombres de los magos, Gandalf y Saruman, asociándola con la antigua lengua de los hombres en el Valle del Anduin. No se dio un significado exacto con esta nueva asociación; Tolkien declaró el nombre como "no claramente interpretable por ahora". Su título, «El Pardo», era una referencia a las túnicas marrones, color asociado con la tierra, que vestía, ya que cada uno de los magos vestía de un color diferente.
En el mundo real, Radagast o Rodogast es una variación de Radagaisus, el nombre de un jefe godo. Radegast es también el nombre de una deidad de la mitología eslava.

## Adaptaciones

### Caracterización en el cine

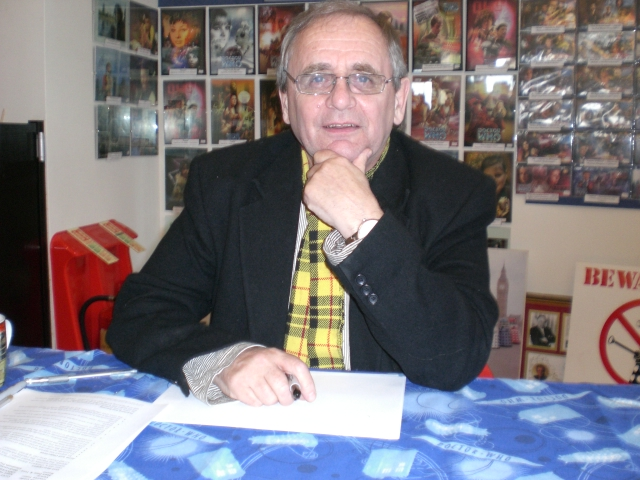
Sylvester McCoy, intérprete de Radagast en la adaptación de El hobbit de Peter Jackson.

Radagast no fue incluido en la trilogía de El Señor de los Anillos dirigida por Peter Jackson. La fuga de Gandalf de la torre de Orthanc fue en su lugar instigada por el mismo Gandalf, quien usó una pequeña polilla para enviar un mensaje de auxilio a las águilas. Sin embargo, años más tarde, Radagast tuvo su primera aparición cinematográfica en la película El hobbit: un viaje inesperado del mismo director, donde fue interpretado por Sylvester McCoy. El personaje solo aparecía brevemente mencionado en el libro en que se basa la película, pero su rol fue expandido en ésta por los guionistas, que sintieron que era un personaje demasiado importante para dejarlo fuera. Su inclusión en la película, así como su imagen inusualmente pintoresca para un personaje de Tolkien, provocó no poca disensión entre los críticos de la película, dividiéndoles entre los que la consideraron una desviación innecesaria de sus escritos y los que aplaudieron la vistosidad del cambio.
La película muestra a Radagast con todo lujo de detalles, a diferencia de los libros. Es retratado como un mago sumamente excéntrico, de atributos druídicos y con un gran amor por la naturaleza; de hecho, se muestra como un amigo de todos los animales, utilizando en una ocasión su magia para curar a un erizo moribundo, y permitiendo a pájaros anidar en su desaliñado pelo para servirle de espías y mensajeros. Radagast es muy jovial y vivaz, y aunque consume setas alucinógenas con regularidad y padece por ello cómicas lagunas en la memoria, aun así es un mago muy competente y de formidable poder. Su medio de transporte habitual es un trineo tirado por conejos de Rhosgobel, que le permite desplazarse a velocidad de vértigo por cualquier terreno.
En la película, Radagast va a investigar a la colina de Dol Guldur cuando presiente que un poder oscuro está corrompiendo el bosque, y descubre que el origen de dicha corrupción es una maligna presencia que se ha instalado en el enclave. Tras neutralizar al espíritu del Rey Brujo de Angmar, que protegía el lugar, y tras presenciar la manifestación del Nigromante, Radagast huye y se reúne con Gandalf, Bilbo y los enanos en la ruta a Erebor (ostensiblemente cruzando las Montañas Nubladas a través del Paso Alto, una hazaña en sí misma debido a su larga distancia). Allí comunica la situación al mago gris y le entrega la daga del Rey Brujo para presentarla como prueba en el Concilio Blanco. En ese momento, la compañía es atacada por orcos sobre wargos, por lo que Radagast monta en su trineo y conduce a los captores a una alocada persecución para despistarles y así dar tiempo a Gandalf y a los suyos a huir. Radagast no vuelve a ser visto en la película, aunque presumiblemente escapa sano y salvo gracias a su vehículo. Más tarde, Saruman hace comentarios ásperos sobre Radagast y sus costumbres durante la reunión con Gandalf y Galadriel, acusando al mago pardo de no hallarse en sus cabales debido al consumo de setas, y descarta la posibilidad de que el Nigromante pueda ser Sauron, lo que más tarde se revela como cierto.
En El hobbit: la desolación de Smaug Radagast vuelve a hacer aparición, reuniéndose con Gandalf en la antigua tumba del Rey Brujo de Angmar. Los dos magos descubren que las sepulturas han sido abiertas desde dentro, revelando el despertar de los Nazgûl. Poco después siguen el rastro hasta Dol Guldur, donde Gandalf se queda para investigar y envía a Radagast a comunicar el descubrimiento a Galadriel.
En la última parte de la trilogía, El hobbit: la batalla de los Cinco Ejércitos, Radagast acompaña a Galadriel, Saruman y Elrond hasta Dol Guldur, donde Gandalf se halla prisionero. Radagast es visto utilizando un conjuro aparentemente para asistir al mago apresado, pero el comandante orco de la fortaleza interrumpe el acto arrojando a Gandalf al suelo y amenazando con acabar con él. En ese momento el Concilio Blanco interviene y lucha contra Sauron y los Nazgûl, expulsándolos de Dol Guldur gracias al poder del anillo de Galadriel, Nenya. Radagast ayuda a evacuar a Gandalf llevándolo en su trineo hasta Rhosgobel, donde presta un caballo y su propia vara al mago gris para llegar hasta Erebor, y es encargado por él de avisar a todas las bestias y animales aliados. Más tarde, Radagast reaparece en la Batalla de los Cinco Ejércitos liderando una fuerza de águilas a lomos de una de ellas, junto con el cambiapieles Beorn. Esa es su última aparición en la saga, exceptuando la versión extendida del filme, donde es visto con Beorn y Gandalf durante el funeral de Thorin Escudo de Roble.
Según datos de los productores, se filmaron escenas adicionales en las que Radagast tomaba parte en una nueva persecución en su trineo por los niveles de Dol Guldur, así como otras en las que se topaba con un Beorn prisionero de los orcos en la fortaleza y se detenia a liberarle, pero estas escenas no fueron incluidas ni en la versión comercial ni en la extendida de la película.

### Videojuegos
Radagast aparece en el videojuego The Lord of the Rings Online, en la ciudad de Ost Guruth. En una de las misiones, el jugador ayuda a Radagast a combatir la corrupción en las Tierras Solitarias, finalizando en una confrontación con el señor oscuro Ivar, que es derrotado y expulsado por Radagast. Tras ello, el mago pardo se muda a la torre de Barad Dhorn en Agamaur.
El videojuego El Señor de los Anillos: la guerra del norte trata de lo que sucede en el norte de la Tierra Media mientras la Comunidad viaja en dirección a Mordor. En él, Radagast huye de Rhosgobel a otro de sus escondites en el Bosque Negro como consecuencia de las actividades de Sauron, pero es atrapado por Saenathra, la reina araña, quien obedece al Númenoreano negro Agandaûr. Después de ser liberado de sus telas por Eradan, Andriel y Farin, el mago pardo utiliza a sus animales para encontrar el escondite del dragón Urgost y lo comunica a los aventureros. En este juego, Radagast es retratado como un mago excéntrico y alegre, pero también muy sabio y poderoso. Su aspecto aquí recuerda al de las películas de El Hobbit, vistiendo una ajada túnica marrón y llevando el pelo largo y descuidado.
En Lego El Señor de los Anillos: el videojuego, Radagast aparece como un personaje jugable que puede ser encontrado en las afueras de Bree, aunque raramente en la misma posición. En versiones portátiles del juego, Radagast ofrece al jugador una misión para encontrar a tres de sus pájaros, que han sido capturados por el enemigo. En ambas versiones, las habilidades de Radagast en el campo de batalla son similares a las de Gandalf, con la diferencia de que no va equipado con espada.
En Lego El Hobbit Radagast aparece de nuevo como personaje jugable, esta vez bajo su aspecto de las películas. Posee la habilidad de curar a animales enfermos y destruir objetos de Lego azules.

## En otros medios
- En el juego El Señor de los Anillos, el juego de batallas estratégicas, Radagast aparece como un mago experto en magia sutil, y posee poderes únicos. Su figura le retrata con una vara con punta de piedra, con ramas de muérdago prendidas en su barba y su atuendo, y sosteniendo un cuervo.
- Un mamífero placentario de la extinta familia Pantolestidae fue bautizado como Niphredil radagasti por el biólogo Leigh Van Valen en 1978. En 1993 fue rebautizado como Paleotomus radagasti.[7]
- El Comediante, Musico, Actor y Mago Agustín Aristarán adoptó el apodo de Radagast, hasta que los poseedores de los derechos de El Señor de los Anillos lo intimaron, cambiando su apodo a "Soy Rada"